# スティクフ (ポトカルパチェ県)
スティクフ (ポーランド語: Styków) は、ポーランド、ポトカルパチェ県に位置する村。